# 崔谦
崔谦（6世紀—569年），原名士谦，字士逊，博陵郡安平县（今河北省衡水市安平县）人，出自博陵崔氏的博陵第二房，北魏、西魏、北周官员。

## 生平
崔谦的祖父崔辩是北魏平远将军、武邑郡太守，父亲崔楷是北魏散骑常侍、光禄大夫、殷州刺史，死后被赠予侍中、都督冀定相三州诸军事、骠骑大将军、仪同三司、冀州刺史。
崔谦从小聪慧，神采庄重，成人之后深沉而有胆识度量，博览经史书籍，不拘泥于章句之学，志向在增加见闻，每当看到书中记载治理国家人民的事，心中总是很喜爱，未曾不抚摸书籍而叹息。孝昌年间，崔谦以著作佐郎为起家官，跟随太宰元天穆讨伐邢杲，将其击败，因功加辅国将军、太中大夫，升任平东将军、尚书殿中郎。
贺拔胜出任荆州刺史时，任命崔谦为行台左丞。贺拔胜虽位居州郡重任，但是安抚华夷百姓，管理各种事务，全部委托给崔谦。崔谦也竭尽自己的智慧和才能，加以匡正辅佐。贺拔胜在南方获得名声，崔谦出力最大。等到魏孝武帝元修将要防备高欢的进逼，诏令贺拔胜率军前往洛阳。贺拔胜军队到达广州时，魏孝武帝已经西迁关中。贺拔胜拿不定主意，将要返回荆州。崔谦对贺拔胜说：“昔日周王室不幸，诸侯离去本职辅佐王室；汉朝中期衰落，各个藩王为朝廷尽节。如今皇室多难，皇帝被逼迁移，正是忠臣决心杀敌报国之时，义士立功之日。您被委任一方重任，统领总宛、叶地区的大军，如果仗义起兵，率先襄助王朝，天下听说之后没有不感动发奋的。所以应该遵循义勇之志，迎合远近的人心，加速疾行，到关中拜谒皇帝。然后与行台宇文泰同心协力，迅速讨伐叛逆。这样齐桓公、晋文公的功勋又在今日重现了。不愿意这样做，中途退却，就恐怕人心涣散，各有各的想法，一旦失去机遇，后悔就来不及了。”贺拔胜不接受崔谦的意见，果然部下人心大为骚动。撤退的军队还没返回荆州，荆州百姓邓诞招引侯景军队突然来到，贺拔胜与侯景交战后失败，于是率领部下数百骑兵南逃到南梁，崔谦也与他一起南逃。到了南梁后，崔谦经常请求派兵援助，梁武帝萧衍虽然没有出兵，但对贺拔胜等人的志向和节操十分赞许，同意他们回西魏。于是让崔谦先返回，表达两国友好往来的意愿。魏文帝元宝炬见到崔谦十分高兴，对他说：“爱卿出生入死，投身长江以外，现在能活着回到本朝，难道不是忠贞所得到的回报？”宇文泰早听说过崔谦的名声，对他十分礼遇，任命崔谦出任征西将军、金紫光禄大夫，赐予千乘县男的爵位。贺拔胜返回后出任太师，因为崔谦有辅助的功劳，又委任崔谦为太师长史。
大统三年（537年），崔谦跟随宇文泰擒拿窦泰，参与沙苑之战，都有战功，爵位晋升为子爵，升任车骑大将军、右光禄大夫，担任尚书右丞。崔谦熟悉当时的政事，身居枢纽要职，舆论认为是选对了人。大统四年（538年），崔谦跟随宇文泰解救洛阳之围，又参与河桥之战，加定州大中正、瀛州刺史。大统十五年（549年），崔谦被加车骑大将军、仪同三司，又在随郡击败柳仲礼，在魏兴郡讨平李迁哲，都有战功，升任骠骑大将军、开府仪同三司、直州刺史，赐姓宇文氏。
魏恭帝拓跋廓初年，崔谦转任利州刺史。崔谦个性聪慧，非常通晓治政方略，又勤于处理政务，百姓诉讼虽然繁多，崔谦从来没有疲倦懈怠的表情，官吏百姓因此尊敬爱戴他。宇文泰去世后，蜀地人贾晃迁起兵作乱，率领党徒包围攻打州城。崔谦仓促部署分派军队，只有一千多人，就率领作战。崔谦又向族兄弟梁州刺史崔猷求援，崔猷派遣六千士兵前往，于是活捉了贾晃迁，其余人四处逃散。崔谦诛杀了反叛头目，其余人加以宽恕，很短的时间内地方上就安定下来。周明帝宇文毓初年，崔谦进爵为作唐县公。保定二年（562年），崔谦升任安州总管、随应等十一州甑山上明鲁山三镇诸军事、安州刺史。保定四年（564年），崔谦加大将军，进爵为武康郡公。
天和元年（566年），崔谦出任江陵总管。天和三年（568年），崔谦升任荆州总管、荆浙等十四州南阳平阳等八防诸军事、荆州刺史。荆州管辖区域很大，管辖的民众既有汉族又有少数民族，而且南接南陈，东邻北齐。崔谦对外抵抗强敌，对内安抚军民，教育感化大行，被称为优秀的地方官。每年考核政绩时，崔谦常常排在第一，北周朝廷经常有诏书褒奖赞美。崔谦跟随贺拔胜在荆州时，虽然受到重用亲近，但名声和官位并未显达。此时担任的官职，朝野都认为是荣耀。天和四年（569年），崔谦在荆州去世，谥号庄，全州都为他痛惜，共同为他建立祠堂，一年四季为他祭祀。儿子崔旷继承了爵位。
崔谦个性特别孝顺，年幼父亲崔楷去世，崔谦极度悲伤差点死去。崔谦与弟弟崔说十分友爱，年老之后两人名声和官位都很高，但是家中资产都不私相占有。崔谦在家中很严肃，言行举止遵循礼度，他的儿子崔旷和侄子崔弘度等人都遵守崔谦的遗训。

## 家族

### 祖父母
- 崔辩，北魏平远将军、武邑郡太守
- 赵郡李氏，北魏定州刺史、平棘献子李祥之女[17]

### 父母
- 崔楷，北魏散騎常侍、光禄大夫、殷州刺史
- 陇西李氏，北魏吏部尚书、荆凉兖并秦相雍冀定九州刺史、司空公李韶之女[2]

### 兄弟姐妹
- 崔士元，北魏平州录事参军[2]
- 崔说，北周使持节、大将军、大都督，崇德、安义、建忠、九曲、安乐、三泉、伏流、周张、平泉、固安、蛮、通谷十三防御，熊和中三州黄芦、起谷、王晏、供超、牵羊、温狐、交河、大岭、避雨、木栅寺一十戍诸军事，崇德防主、安平庄公
- 崔士慎，京畿府铠曹参军[2]
- 崔士恂，早夭[2]
- 崔兖猗，嫁大司农卿河间邢逊[2]
- 崔徽华，嫁赵州长史赵国李文衡[2]
- 崔幼妃，博陵郡君，太姬，嫁丞相长史、司空公赵国李希宗[2]
- 崔瑶娥，嫁陇西李诞[2]
- 崔瑶□，嫁吏部尚书、平原王元子均[2]
- 崔瑶兰，嫁范阳卢子纲[2]
- 崔凤华，博陵郡君，嫁怀、幽二州刺史长安韦幼昂[2]
- 崔英，嫁光禄大夫赵国李道济[2]
- 崔稚烦[2]

### 夫人
- 陇西李氏，北魏侍中、吏部尚书、冀州刺史李该之女[2]

### 子女
- 崔君治，军中战死[2]
- 崔市妃，嫁齐州刺史赵国李祖昇[2]
- 崔旷，北周开府仪同大将军、淅州刺史、武康郡公
- 崔彭，隋朝上开府、左领军大将军兼慈州刺史、安阳肃公
- 崔晔，隋朝开府仪同三司、十二卫大将军

### 通婚关系
|      |      |      |      |      |      |      |      |          |          |          |          | 李承     |          |  |  |          |          |          |          |          |          |  |  |  |  |  |  |  |  |  |  |
|      |      |      |      |      |      |      |      |          |          |          |          |          |          |  |  |          |          |          |          |          |          |  |  |  |  |  |  |  |  |  |  |
|      |      |      |      |      |      |      |      |          |          |          |          |          |          |  |  |          |          |          |          |          |          |  |  |  |  |  |  |  |  |  |  |
|      |      |      |      |      |      |      |      | 李韶     | 李韶     | 李韶     | 李韶     | 李韶     | 李韶     |  |  | 李蕤     | 李蕤     | 李蕤     | 李蕤     | 李蕤     | 李蕤     |  |  |  |  |  |  |  |  |  |  |
|      |      |      |      |      |      |      |      | 李韶     | 李韶     | 李韶     | 李韶     | 李韶     | 李韶     |  |  | 李蕤     | 李蕤     | 李蕤     | 李蕤     | 李蕤     | 李蕤     |  |  |  |  |  |  |  |  |  |  |
| 崔楷 | 崔楷 | 崔楷 | 崔楷 | 崔楷 | 崔楷 |      |      | 陇西李氏 | 陇西李氏 | 陇西李氏 | 陇西李氏 | 陇西李氏 | 陇西李氏 |  |  | 李该     | 李该     | 李该     | 李该     | 李该     | 李该     |  |  |  |  |  |  |  |  |  |  |
| 崔楷 | 崔楷 | 崔楷 | 崔楷 | 崔楷 | 崔楷 |      |      | 陇西李氏 | 陇西李氏 | 陇西李氏 | 陇西李氏 | 陇西李氏 | 陇西李氏 |  |  | 李该     | 李该     | 李该     | 李该     | 李该     | 李该     |  |  |  |  |  |  |  |  |  |  |
|      |      |      |      |      |      |      |      |          |          |          |          |          |          |  |  |          |          |          |          |          |          |  |  |  |  |  |  |  |  |  |  |
|      |      |      |      | 崔谦 | 崔谦 | 崔谦 | 崔谦 | 崔谦     | 崔谦     |          |          |          |          |  |  | 陇西李氏 | 陇西李氏 | 陇西李氏 | 陇西李氏 | 陇西李氏 | 陇西李氏 |  |  |  |  |  |  |  |  |  |  |
|      |      |      |      | 崔谦 | 崔谦 | 崔谦 | 崔谦 | 崔谦     | 崔谦     |          |          |          |          |  |  | 陇西李氏 | 陇西李氏 | 陇西李氏 | 陇西李氏 | 陇西李氏 | 陇西李氏 |  |  |  |  |  |  |  |  |  |  |

## 延伸阅读
[在维基数据编辑]
 《周書·卷35》，出自令狐德棻《周書》